# Pinapaitan
Pinapaitan je pokrm z filipínské kuchyně, typický pro národ Ilokánců. Jedná se o dušený pokrm z kozího masa a vnitřností (obvykle dršťky, ledviny, játra, střeva, slinivka a slezina) v omáčce z kozí žluče, případně z kozí tráveniny žluč obsahující, která omáčce dodá typickou hořkou chuť (kterou lze alternativně nahradit hořkou okurkou). Omáčka bývá kořeněna zázvorem, a případně i česnekem, šalotkou, chilli nebo glutamátem sodný. Na okyselení lze použít ocet, tamarind nebo bilimbi. Existují i hovězí varianty pinapaitanu.
Podle legendy pokrm vznikl v 19. století během španělské kolonizace, kdy španělští kolonisté zpracovávali lepší kusy masa, zatímco na domorodé Ilokánce zbývaly jen vnitřnosti.